# تاوتو
تاوتو (به لاتین: Tăuteu) یک سکونتگاه مسکونی در رومانی است که در شهرستان بیهور واقع شده‌است.

## خصوصیات
تاوتو ۴٬۴۸۸ نفر جمعیت دارد.